# Roberta Marrero
Roberta Lucía Marrero Gutiérrez, dite Roberta Marrero, née à Las Palmas de Grande Canarie le 2 mars 1972 et morte à Madrid le 17 mai 2024, est une artiste, écrivaine et poète espagnole également chanteuse, DJ et actrice,.

## Carrière
Dans ses travaux d'illustratrice, Marrero mélange et décontextualise des images populaires, donnant naissance à de nouvelles significations et utilisant la technique de l'appropriation artistique. Par exemple, dans son premier livre publié, Dictadores (éditions Hidroavión, 2015), elle transforme plusieurs photographies d'icônes du totalitarisme avec des images liées au monde pop avec de nettes influences d'Andy Warhol. Ainsi, elle expose Mao Zedong entouré de personnages dont les visages ont été masqués par la tête répétée de Hello Kitty, ou présente un portrait de Francisco Franco maquillé d'éclairs sur le visage, à la manière de David Bowie en Aladdin Sane. L’artiste déclare que l’intention de cette œuvre est de « retourner la situation, vandaliser un message fasciste et le transformer en un autre message de liberté ».
D’un autre côté, Marrero a rapporté en 2016 qu’une de ses œuvres avait été plagiée sur un t-shirt de la styliste Vivienne Westwood.
En tant que musicienne, elle a enregistré deux albums de pop électronique et a été DJ dans plusieurs clubs espagnols.
En octobre 2022, à l'occasion de la Journée des femmes écrivaines, le gouvernement des Canaries lui a remis un diplôme honorifique en hommage à son œuvre,,.
En tant qu'artiste plasticienne elle participe dans des expositions collectives telles que :
- « David Bowie Is » au Victoria and Albert Museum de Londres,
- « Piaf » à la BNF site François Mitterand en 2015[8].

## Mort
Le 17 mai 2024, des proches de l'artiste annoncent que Roberta Marrero avait décidé de se suicider.

Elle laisse un message : 

« I love you all. »

Elle avait 52 ans.

## Œuvre

### Publications
- Dictadores (2015), Ediciones Hidroavión,  (ISBN 9788494414312)
- El bebé verde: infancia, transexualidad y héroes del pop (2016), Lunwerg Editores,  (ISBN 9788416489930)
- We Can Be Heroes. Una celebración de la cultura LGTBQ+ (2018), Lunwerg Editores,  (ISBN 9788416890743)
- Todo era por ser fuego. Poemas de chulos, trans y travestis. (2022), Continta me tienes,  (ISBN 9788412441659)

### Discographie
- A la vanguardia del peligro (2005)
- Claroscuro (2007)[11].

### Filmographie
- Descongélate! (2003), de Dunia Ayaso et Félix Sabroso[7].